# Liste der Baudenkmäler in Heimbuchenthal
Auf dieser Seite sind die Baudenkmäler in der unterfränkischen Gemeinde Heimbuchenthal zusammengestellt. Diese Tabelle ist eine Teilliste der Liste der Baudenkmäler in Bayern. Grundlage ist die Bayerische Denkmalliste, die auf Basis des Bayerischen Denkmalschutzgesetzes vom 1. Oktober 1973 erstmals erstellt wurde und seither durch das Bayerische Landesamt für Denkmalpflege geführt wird. Die folgenden Angaben ersetzen nicht die rechtsverbindliche Auskunft der Denkmalschutzbehörde.
 Diese Liste gibt den Fortschreibungsstand vom 15. April 2020 wieder und enthält 12 Baudenkmäler.

## Baudenkmäler nach Gemeindeteilen

### Heimbuchenthal
| Lage                                                 | Objekt                                          | Beschreibung | Akten-Nr.              | Bild                           |
| ---------------------------------------------------- | ----------------------------------------------- | --- | ---------------------- | ------------------------------ |
| Kapellenberg ()                                      | Feldkapelle „Herrin der Berge“                  | 1853 nicht nachqualifiziert, im Bayerischen Denkmal-Atlas nicht kartiert | D-6-71-127-4 Wikidata  | Feldkapelle „Herrin der Berge“ |
| Friedhofstraße 4 (Standort)                          | Friedhofskreuz                                  | Kruzifix über quaderförmigem Inschriftensockel, Dreinageltypus, Sandstein, bez. 1901 | D-6-71-127-11 Wikidata | Friedhofskreuz                 |
| Hauptstraße (Standort)                               | Bildstock                                       | über Inschriftenpfeiler Satteldachaufsatz mit Rundbogennische, Stein, bez. 1950 | D-6-71-127-6 Wikidata  | BW                             |
| Hauptstraße (Standort)                               | Denkmal für die Gefallenen von 1866 und 1870/71 | Kruzifix über quaderförmigem Inschriftensockel mit Reliefs, Dreinageltypus, Sandstein, Reliefs und Korpus Gussstein, 1905 | D-6-71-127-2 Wikidata  | BW                             |
| Hauptstraße 24 (Standort)                            | Ehemaliges Pfarrhaus                            | Zweigeschossiger massiver Satteldachbau über hohem Kellergeschoss, mit Außentreppe und Fassadengliederung durch Lisenen, Sandsteinquadermauerwerk, 1859/60 | D-6-71-127-3 Wikidata  | BW                             |
| Hauptstraße 27 (Standort)                            | Katholische Pfarrkirche St. Martin              | Saalkirche, Sichtbruchsteinbau mit Satteldach, eingezogenem Chor, Westturm und Eckquaderung, bez. 1753; mit Ausstattung Denkmal für die Gefallenen des Ersten Weltkriegs, Inschriftentafel mit Ädikularahmung und bekrönender Patrona Bavariae, Sandstein, um 1920 Steinkreuz, Kruzifix über quaderförmigem Inschriftensockel, Dreinageltypus, Sandstein, bez. 1811 Drei Grabmäler, neugotisch, Sandstein, 19. Jh. | D-6-71-127-1 Wikidata  | weitere Bilder                 |
| Nähe Klosterstraße (Standort)                        | Bildstock                                       | Rundbogig abschließender Stein mit vergitterter Nische, wohl 19. Jh. | D-6-71-127-5 Wikidata  | BW                             |
| Ca. 400 m westlich des Ortes am Fuß des Kohlbergs () | Wildmauern                                      | Trockenmauern aus Lesesteinen, ca. 2,5 km lang, 17./18. Jahrhundert nicht nachqualifiziert, im Bayerischen Denkmal-Atlas nicht kartiert | D-6-71-127-12          |                                |

### Heimathen
| Lage                      | Objekt                    | Beschreibung | Akten-Nr.             | Bild      |
| ------------------------- | ------------------------- | --- | --------------------- | --------- |
| Heimathen (Standort)      | Bildstock                 | Auf Inschriftenpfeiler vierseitiger Giebeldachaufsatz mit rundbogiger Nische, Sandstein, 18. Jh.                                                                      | D-6-71-127-9 Wikidata | Bildstock |
| Heimathenhof 1 (Standort) | Heimathenhof              | Zweigeschossiger traufständiger massiver Satteldachbau auf Kellergeschoss mit Eckquaderung, Rundbogenportal mit Wappen, bez. 1583, westlicher Teil stark modernisiert | D-6-71-127-7 Wikidata | BW        |
| (Standort)                | Kapelle Maria Heimsuchung | Saalbau, kleiner massiver Sichtbruchsteinbau mit Satteldach, Dachreiter und Eckquaderung, bez. 1804; mit Ausstattung                                                  | D-6-71-127-8 Wikidata | BW        |

### Höllhammer
| Lage                               | Objekt                                | Beschreibung | Akten-Nr.              | Bild                                  |
| ---------------------------------- | ------------------------------------- | --- | ---------------------- | ------------------------------------- |
| Höllenhammer an St 2308 (Standort) | Ehemaliger Hammer                     | Weitläufige Gebäudegruppe um die „1702“ und „1774“ bezeichnete Ruine des Hauptgebäudes, meist Fachwerkhäuser der Zeit um 1805/10 (Schulhaus, Hammerhaus, Verwalterhaus, Nebengebäude) nicht nachqualifiziert, im Bayerischen Denkmal-Atlas nicht kartiert | D-6-71-127-10 Wikidata | Ehemaliger Hammer                     |
| Höllenhammer an St 2308 (Standort) | Ehemaliger Hammer, zugehörige Scheune | Bezeichnet „1831“ | D-6-71-127-10 Wikidata | Ehemaliger Hammer, zugehörige Scheune |